# Rolf Richter (Politiker)

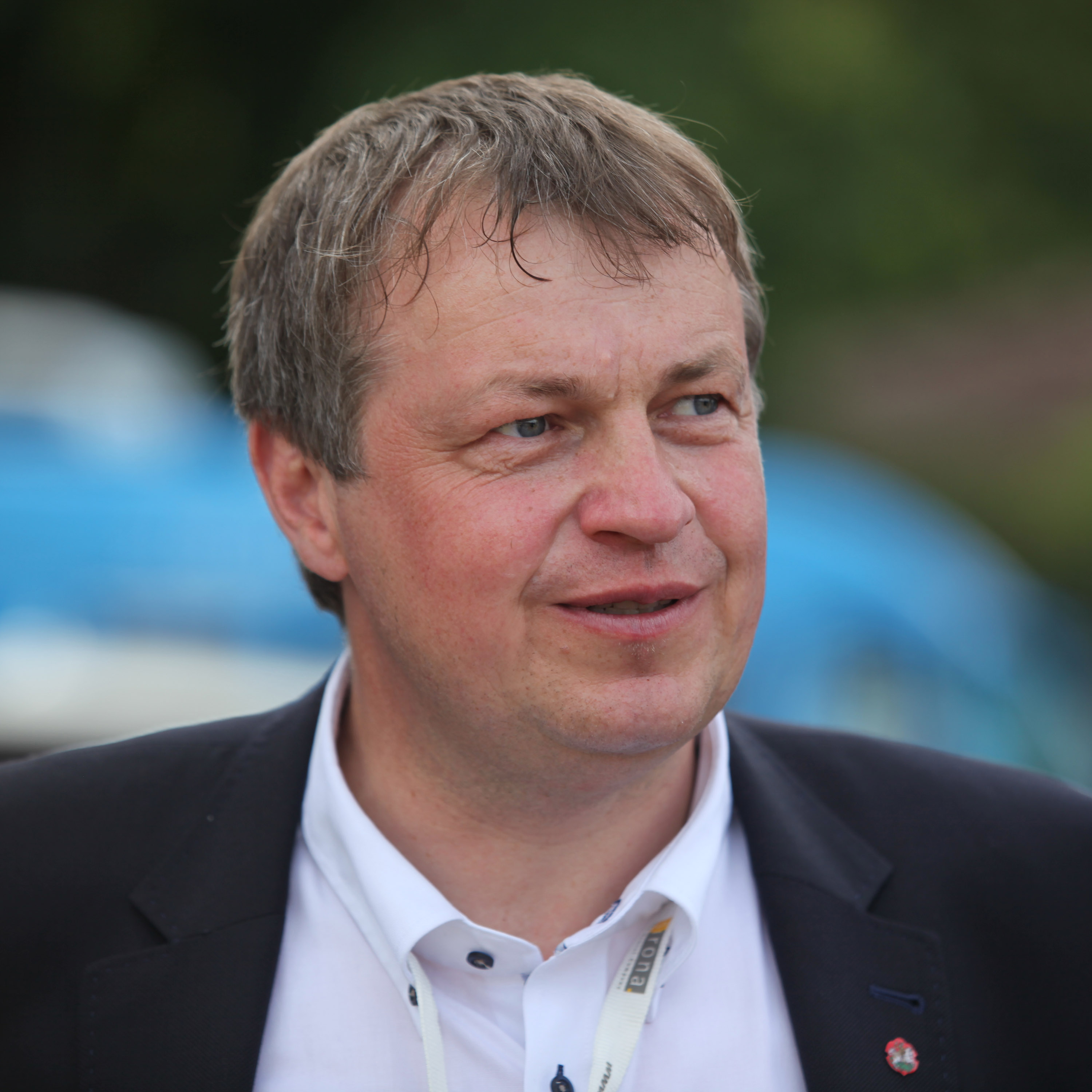
Rolf Richter im Juni 2015

Rolf Richter (* 25. Februar 1966 in Bensheim) ist ein CDU-Politiker und war von 2014 bis 2020 Bürgermeister der hessischen Stadt Bensheim an der Bergstraße.

## Karriere
Nach seinem Abitur am Alten Kurfürstlichen Gymnasium in Bensheim und der Ableistung seines Wehrdienstes studierte Richter in Mannheim und Heidelberg. An der Ruprecht-Karls-Universität Heidelberg schloss er 1994 sein Studium als Jurist ab. Nach Rechtsreferendariat und zweitem Staatsexamen wurde er 1997 Richter am Amtsgericht in Bad Schwalbach und Fürth sowie Richter am Landgericht Darmstadt. Von 2001 bis 2006 war er Referatsleiter im hessischen Justizministerium. Später war Richter Gruppenleiter und Stellvertretender Abteilungsleiter in der Hessischen Staatskanzlei, bis er 2013 das Amt des Regierungsvizepräsident des Regierungspräsidiums Darmstadt annahm.
Am 25. Mai 2014 trat Richter für die CDU bei der Bürgermeisterwahl der Stadt Bensheim an. Die Wahl gewann er mit einem Stimmenanteil von 54,2 %. Am 15. Dezember 2014 trat er die Amtsnachfolge von Thorsten Herrmann (CDU), der bei der Wahl nicht erneut kandidiert hatte, als Bürgermeister an. Bei seiner zweiten Kandidatur 2020 unterlag er in der Stichwahl am 15. November 2020 Christine Klein (SPD, unabhängige Einzelbewerberin).
Seit 1. Februar 2025 ist er kommissarischer Regierungsvizepräsident des Regierungspräsidiums Kassel.

## Persönliches
Richter lebt in Bensheim. Er hat zwei Söhne.